# Station Skansen
Station Skansen is een spoorwegstation in Ila in de Noorse gemeente Trondheim. Het station uit 1893 ligt aan Dovrebanen. Skansen is het enige station in Trondheim dat een directe overstap heeft op de Gråkallbanen, de regiotram.